# 斯維特洛達爾斯克
斯維特洛達爾斯克（烏克蘭語：Світлодарськ，發音：[s⁽ʲ⁾w⁽ʲ⁾itɫoˈdɑrsʲk]），又按俄语名译为斯韦特洛达尔斯克，是乌克兰東部顿涅茨克州巴赫穆特区斯维特洛达尔斯克市镇的城市及行政中心，2015年5月20日前隶属于杰巴利采沃市拉达。該市始建於1970年，面積2.12平方公里，海拔高度172米，2022年人口数量为11,127人。乌克兰第二大的发电厂武赫萊希爾斯克熱電廠即坐落于此。
2022年5月24日，該市被俄軍佔領。

## 图集

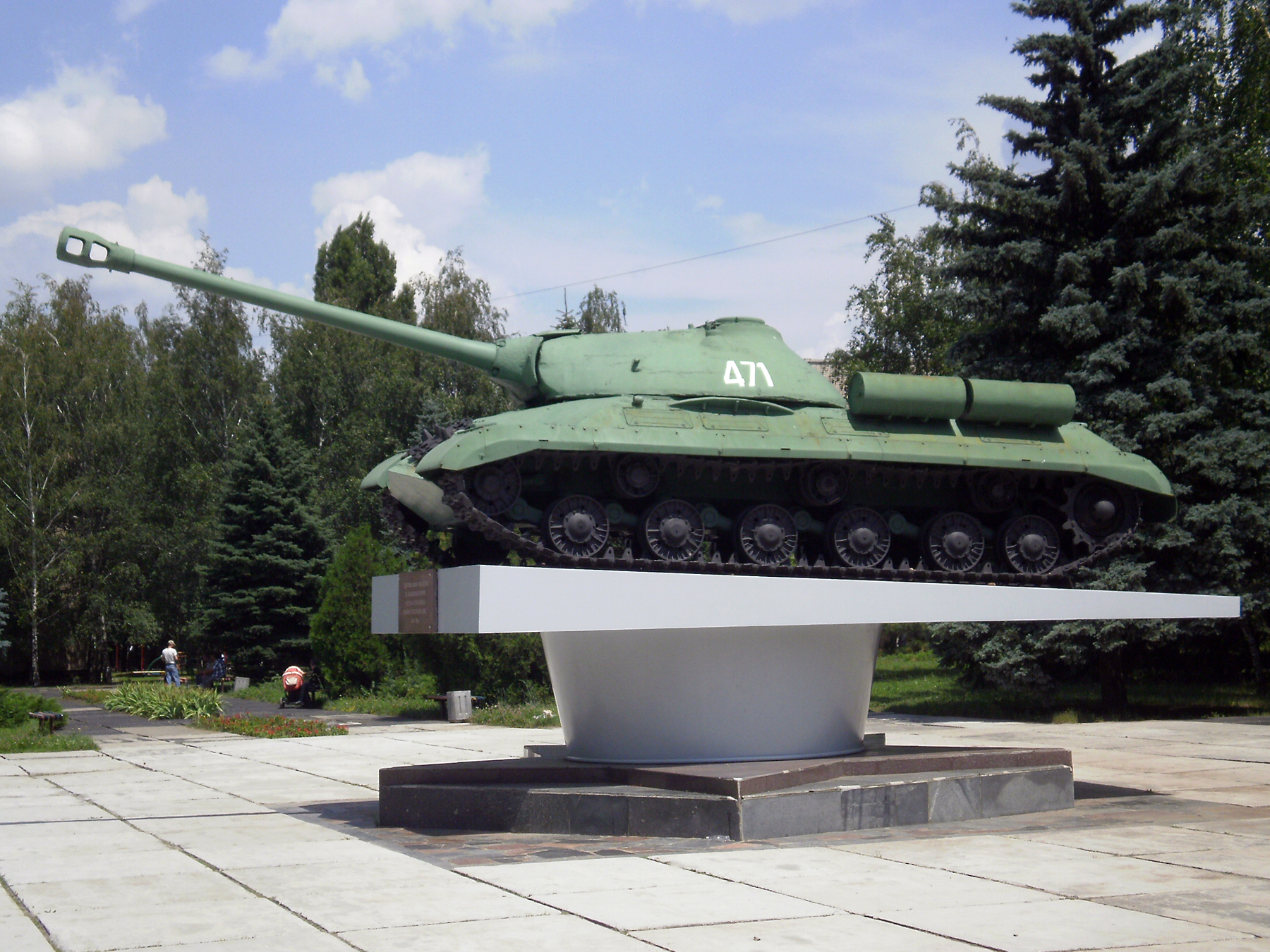